# Potou

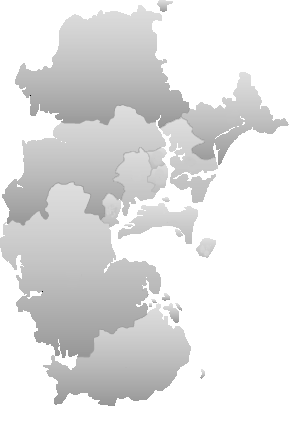
Lage des Stadtbezirks Potou im Gebiet der bezirksfreien Stadt Zhanjiang

Der Stadtbezirk Potou (坡头区,  Pōtóu Qū) ist ein Stadtbezirk in der chinesischen Provinz Guangdong. Er gehört zum Verwaltungsgebiet der bezirksfreien Stadt Zhanjiang. Potou hat eine Fläche von 562,4 Quadratkilometern und zählt 337.723 Einwohner (Stand: Zensus 2020).

## Administrative Gliederung
Auf Gemeindeebene setzt sich der Stadtbezirk aus zwei Straßenvierteln und fünf Großgemeinden zusammen. 